# Rajko Tavčar
Rajko Tavčar (Kranj, 21 luglio 1974) è un ex calciatore sloveno, di ruolo centrocampista.

## Palmarès

### Club

#### Competizioni nazionali
- Campionato tedesco di seconda divisione: 1

Norimberga: 2000-2001